# Fortaleza
Fortaleza [forta'ɫeza], amtlich portugiesisch Município de Fortaleza, ist die Hauptstadt des brasilianischen Bundesstaates Ceará mit fast 2,7 Millionen Einwohnern. Fortaleza ist die viertgrößte Stadt Brasiliens (2022). In Fortaleza beginnt die längste brasilianische Autobahn BR-116. Fortaleza ist der Geburtsort der Schriftsteller José de Alencar und Rachel de Queiroz, des Komikers Chico Anysio und des ehemaligen Präsidenten Humberto Castelo Branco.

## Geschichte
Bis etwa 1000 n. Chr. wurde die Region von dem indigenen Volk der Tapuias, bewohnt. Sie wurden zu dieser Zeit von dem Volk der Tupi aus Amazonien in das Innere des Kontinents verdrängt. Die Tupi waren vor allem die Potiguara, die später von José de Alencar im Buch „Iracema“ porträtiert wurden.
Die spanischen Seefahrer Vicente Yáñez Pinzón und Diego de Lepe landeten in Ceará noch vor der Reise des portugiesischen Seefahrers Pedro Álvares Cabral nach Brasilien im Jahr 1500. Diese Erkenntnisse wurden vermutlich auf Grund des Vertrags von Tordesillas (1494) nicht offiziell publik gemacht.
Die ersten Potiguaras kamen um 1597/1598 in die heutige Stadt Fortaleza.
Ab 1603 begannen die Portugiesen die Besiedlung des Ceará. Im Jahr 1631, am Anfang der Regierung des deutschen Prinzen Johann Moritz von Nassau-Siegen, versuchten die Holländer, ihr Fort São Sebastião zu erobern, aber diese gemeinsame Aktion mit den Potyguaras schlug fehl. 1637 gab es die Niederländischen Invasionen in Brasilien, und Fort São Sebastião wurde mit der Hilfe von Indianern erobert. Im Jahre 1644 wurde das Fort von Einheimischen zerstört. Die Niederländer wurden getötet oder vertrieben.
1649 gab es eine neue niederländische Expedition in Ceará, die vorher mit den Eingeborenen verhandelt worden war. Ein Fort Forte Schoonenborch wurde an den Ufern des Baches Riacho Pajeú gebaut. Zu dieser Zeit begann die Geschichte von Fortaleza, unter dem Kommando des früheren niederländischen Kommandeurs Matthias Beck.
Mit dem Rückzug der Niederländer 1654 wurde die Festung umbenannt. 1726 wurde die Festung auf den Status eines Vila angehoben. 1799 wurde Ceará von Pernambuco abgetrennt und Fortaleza zur Hauptstadt des neuen Staats gewählt.
Während des 19. Jahrhunderts wurde Fortaleza mit dem Export von Baumwolle und neuen direkten Schifffahrtsrouten nach Europa finanziell stärker. 1824 war ein besonderes Jahr für Fortaleza, mit sozialen Unruhen aufgrund  einer republikanischen Revolution während der monarchistischen Periode, der sogenannten Confederação do Equador.
Fortaleza war das Zentrum zweier großer Bewegungen in Brasilien: Der Abolitionisten und der Republikanischen Bewegung, die die Sklaverei in Ceará 1884 – vier Jahre früher als im Rest Brasiliens – abschafften und Bewegungen für die Verbreitung der modernistischen Ideen in der brasilianischen Literatur brachten.
Bevölkerungsentwicklung der Stadt
| Jahr | Einwohnerzahl |
| ---- | ------------- |
| 1991 | 1.768.637     |
| 2000 | 2.141.402     |
| 2010 | 2.452.185     |
| 2022 | 2.428.708     |

## Immigranten
Im frühen 20. Jahrhundert kamen die Einwanderer vor allem aus Portugal. Syrisch-libanesische Einwanderer bildeten ebenfalls eine starke Gemeinschaft in Fortaleza. Auch Spanier, Italiener, Engländer und Franzosen wurden eingebürgert. Laut einer genetischen Studie im Jahr 2011 war die Mehrheit der Bevölkerung Fortalezas überwiegend europäischer Abstammung (> 70 %), mit großen Anteilen afrikanischer und indianischer Herkunft.

## Städtepartnerschaften
Fortaleza unterhält folgende Städtepartnerschaften:
| - Caracas, Venezuela - Miami Beach, USA - Montese, Italien - Natal, Brasilien - Praia, Kap Verde | - Saint-Louis, Senegal - Sal, Kap Verde - São Filipe, Kap Verde - Racine, USA - : Sines, Portugal (seit 2024) |

## Energie-, Wasser- und Abwasser
Das Leitungswasser hat keine Trinkwasserqualität. Abwasser wird von den privatisierten Firmen Cagece verarbeitet.
Elektrische Energie für Fortaleza erzeugt vor allem ein Gas-und-Dampf-Kombikraftwerk mit einer Kapazität von 319 Megawatt, das von der chilenischen ENEL Américas etwa 50 Kilometer außerhalb in der Nachbarstadt Caucaia betrieben wird. Zum Teil wird es mit Biogas betrieben, das aus Abfällen der Metropole Fortaleza gewonnen wird.
Der Bundesstaat Ceará ist brasilianischer Vorreiter bei der Verstromung von Windenergie, dort soll der erste Offshore-Park Brasiliens gebaut werden. Die Winde wehen dort wie im gesamten Nordosten besonders kräftig und konstant, was günstig für eine gleichmäßige Stromerzeugung ist.

## Gesundheit
2005 gab es 70 Krankenhäuser. Das bedeutendste Krankenhaus ist das Instituto José Frota (Jota F), sowie das größte von der Landesregierung betriebene Krankenhaus für Notfälle, das Hospital Geral de Fortaleza. Die Gesundheitsdienste werden durch zwei Einheiten der Farmácia Popular do Brasil ergänzt.

## Tourismus
Fortaleza ist ein beliebtes Touristenziel. Das tropische Klima, die Küste und viele Sehenswürdigkeiten ziehen Touristen aus dem In- und Ausland an.
Die Stadt hat 15 Strände mit einer Länge von 36 Kilometern. Der bekannteste Stadtstrand ist der Praia de Iracema; er wurde vom Schriftsteller José de Alencar nach dem Roman Iracema benannt.
Die Stadt ist unter anderem über den internationalen Flughafen Pinto Martins – Fortaleza erreichbar.

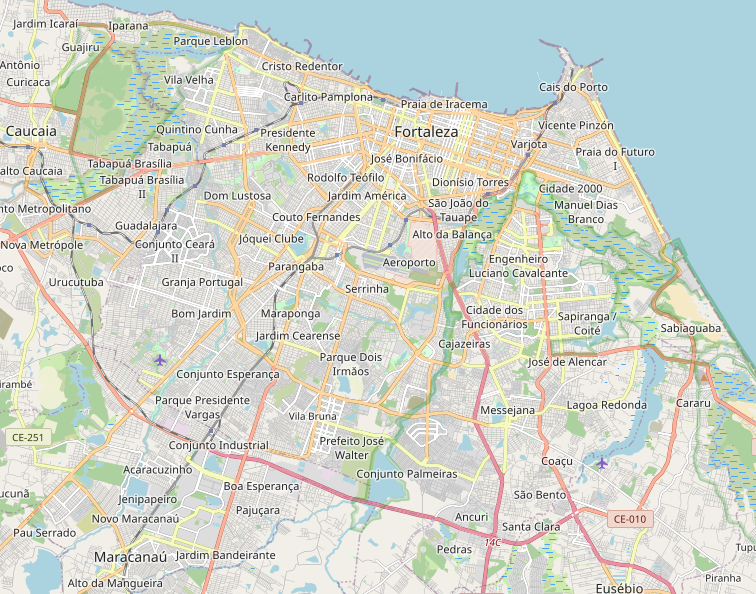
Stadtplan
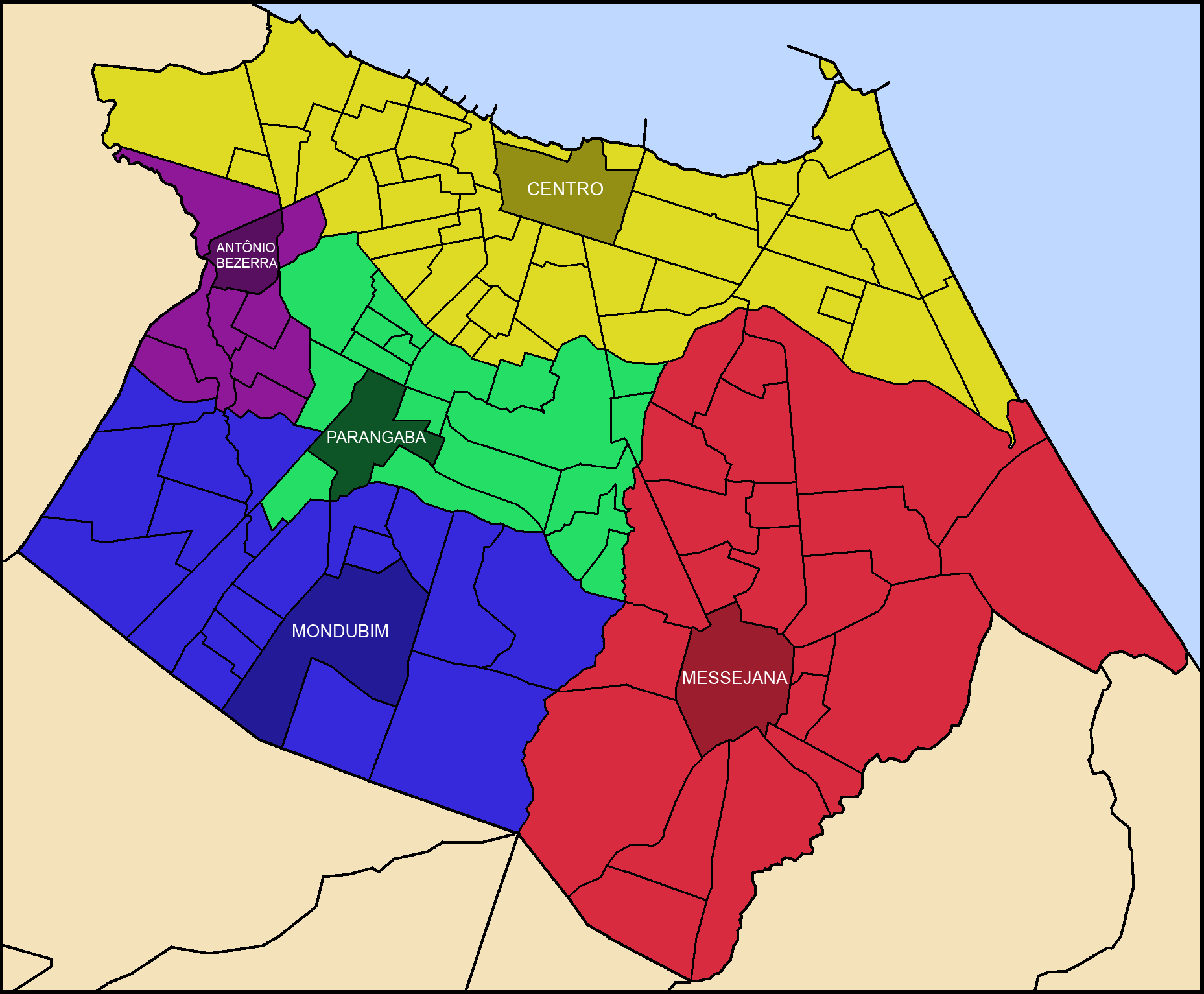
Distrikte von Fortaleza
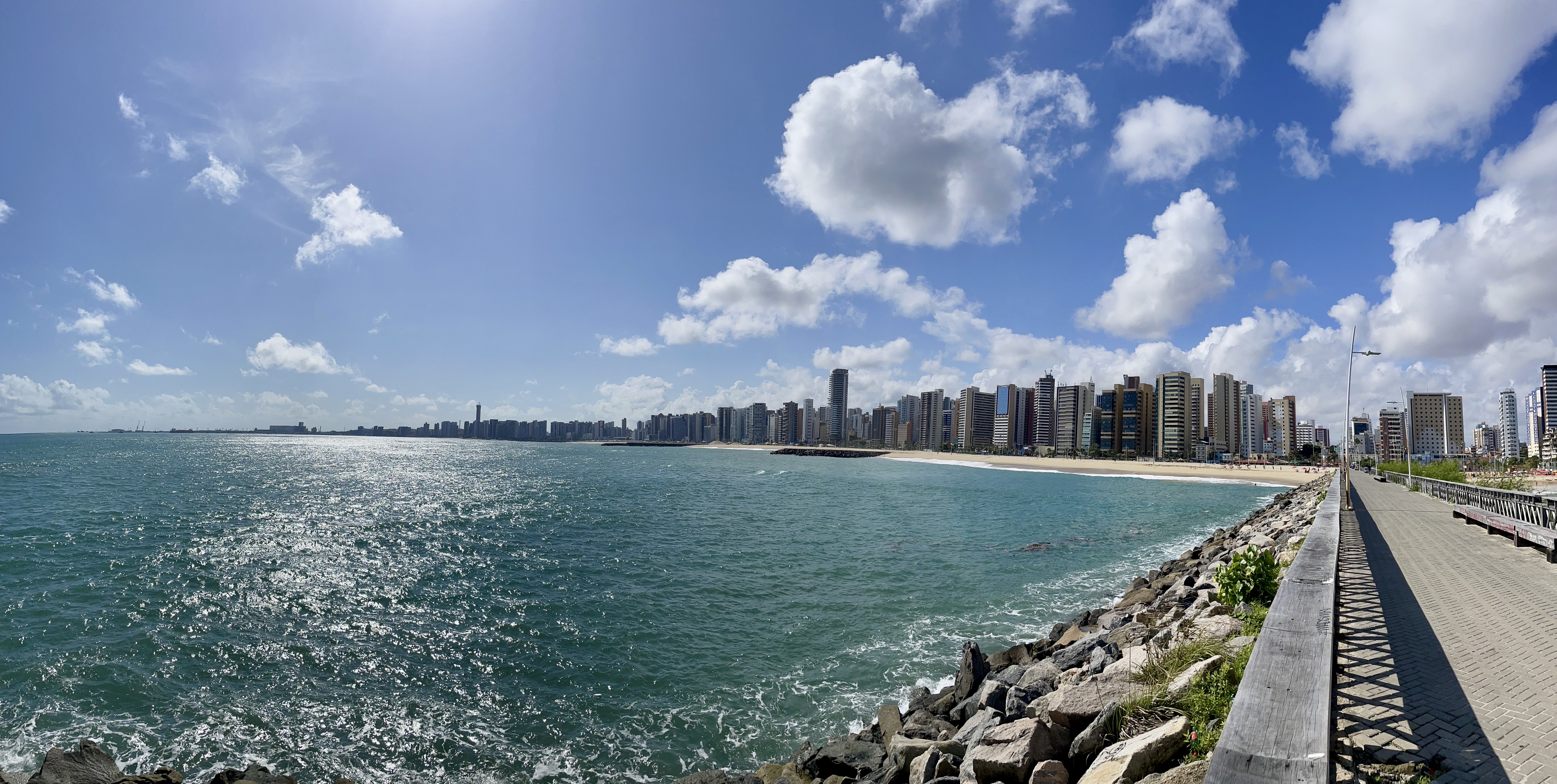
Uferpromenade Fortalezas
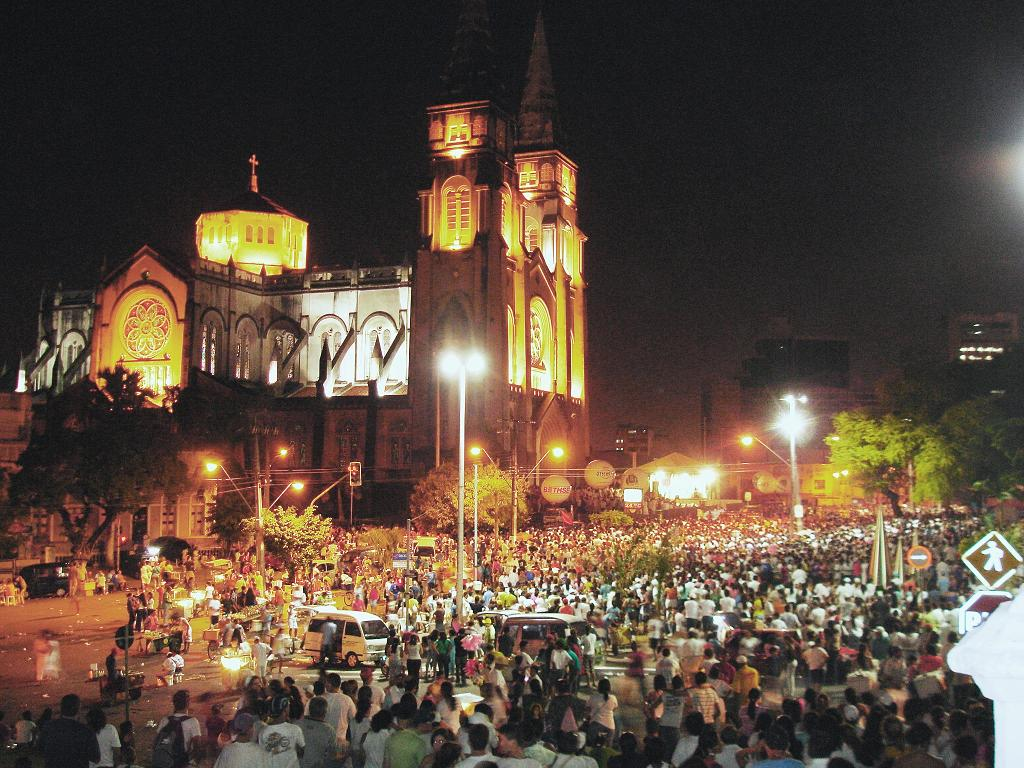
Catedral Metropolitana de Fortaleza
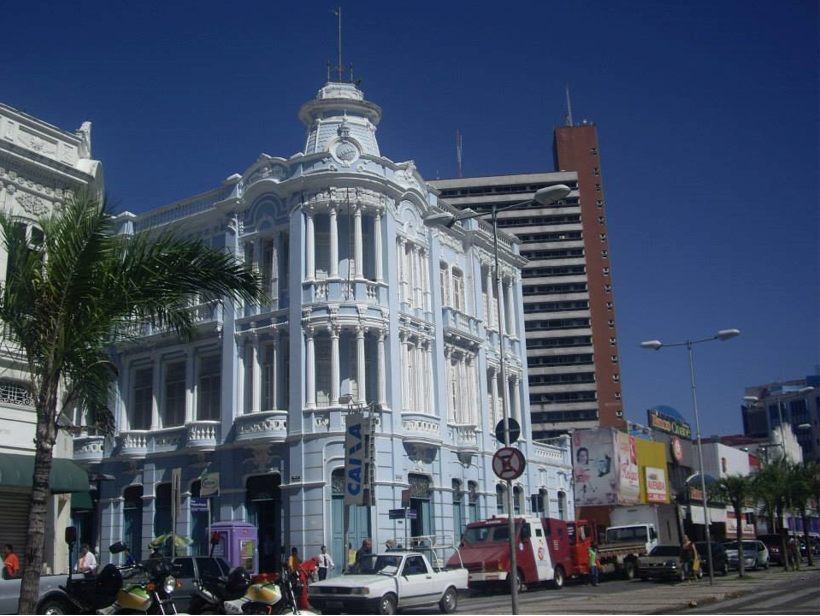
Eklektizistisches Bauwerk im Zentrum (Centro)

## Risikobereiche und Sicherheit
Brasilien insgesamt und speziell der Nordosten gehören zu den kriminellsten Regionen weltweit. Es gibt Slums in fast allen Bezirken der Stadt. Die Stadtteile Bom Jardim, Mondubim, Bairro do Barra Ceará, Park Brothers, Pirambu, Praia do Futuro, Jorge Henrique und Antônio Bezerra waren 2007 die gefährlichsten Stadtteile Fortalezas. Am von Touristen stark frequentierten kilometerlangen Sandstrand Praia do Futuro haben Anwohner Warnschilder vor den wiederholten Übergriffen auf Fußgänger und Fahrzeuge aufgestellt, bei denen es regelmäßig auch zu Schusswaffengebrauch kommt.
Im ersten Halbjahr 2015 wurden im gesamten Bundesstaat Ceará im Durchschnitt 11,6 Tötungsdelikten pro Tag gezählt, die große Mehrzahl dieser Taten wurde in Fortaleza sowie den Vorstädten begangen. Laut Berichten ist die Anzahl der Omnibus-Überfälle in den letzten zwei Jahren um 309 % gestiegen. Die Polizei habe die Sicherheitslage nach Ansicht der Bevölkerung nicht mehr im Griff. Überfälle und Morde werden auch am helllichten Tag und an stark frequentierten Orten begangen. Laut Berechnungen aufgrund von Statistiken des Secretaria da Segurança Pública e Defesa Social (SSPDS) vom August 2015 kommt es alle 13 Minuten in der Stadt zu einem bewaffneten Überfall. Dies umfasst nur die per Anzeige gemeldeten Überfälle. Die Dunkelziffer ist erheblich höher, da oft keine Anzeige bei der Polizei durch die Opfer erfolgt.
Über die Vielzahl der Gewaltverbrechen wird in der lokalen Presse kaum noch berichtet. Nur besonders außergewöhnliche Fälle sind noch Pressemeldungen wert. Kleine Delikte werden kaum noch angezeigt.

## Sehenswürdigkeiten
- Beach Park
- Beira-Mar
- Caixa Cultural Fortaleza
- Casa José de Alencar
- Centro de Artesanato do Ceará
- Centro de Convencões
- Centro Dragão do Mar
- Emcetur
- Estacão Ferroviária João Felipe
- Estádio Plácido Aderaldo Castelo
- Estoril
- Feira de Artesanato da Beira-Mar
- Mercado Central de Fortaleza
- Mercado do Mucuripe
- Museu de Fortaleza
- Museu do Ceará
- Museu Histórico e Antropológico do Ceará
- Parque Ecológico do Cocó
- Passeio Público de Fortaleza
- Pólo comercial da Avenida Monsenhor Tabosa
- Ponte dos Ingleses
- Praça do Ferreira
- Praça Portugal

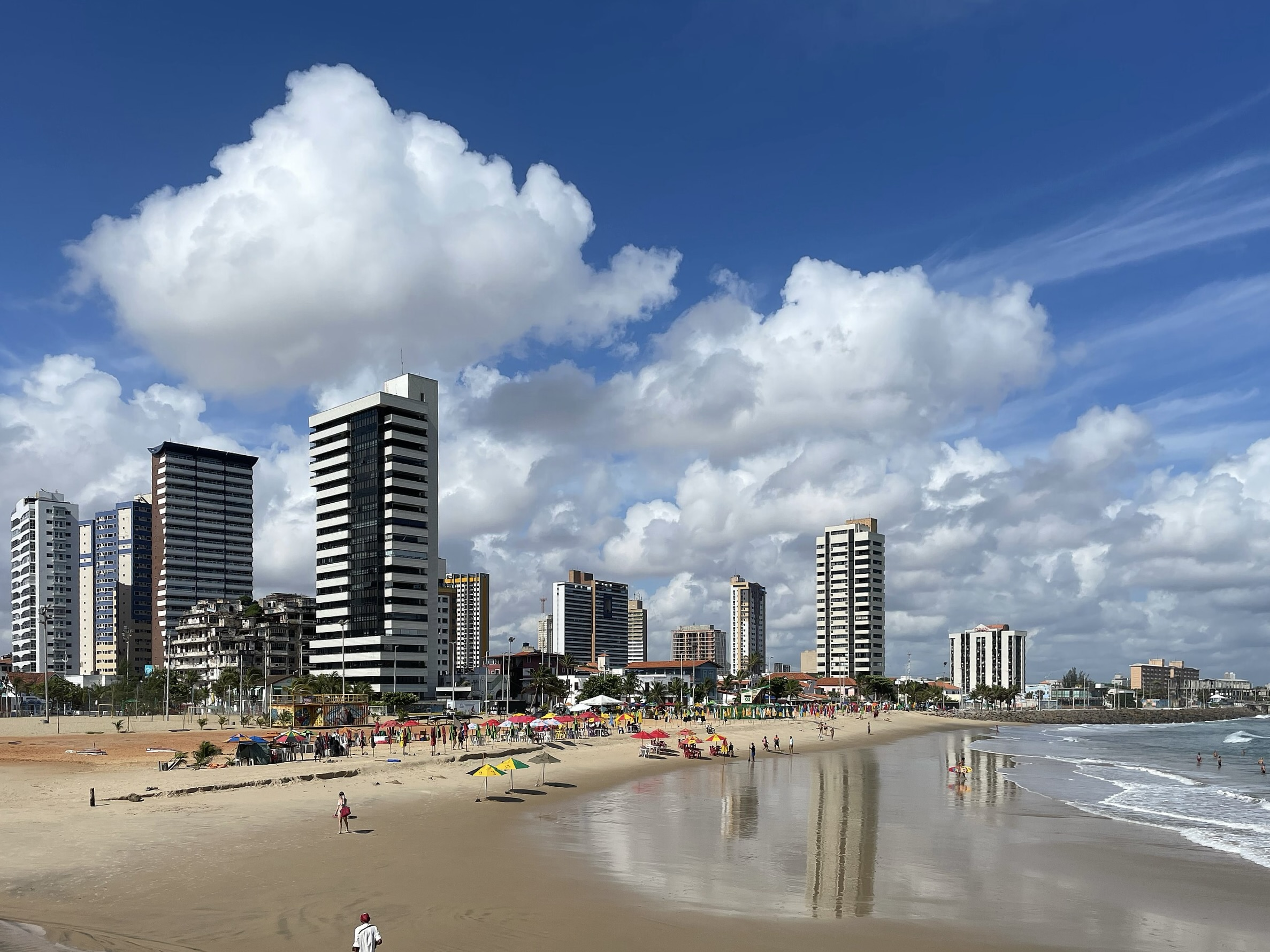
Praia de Iracema
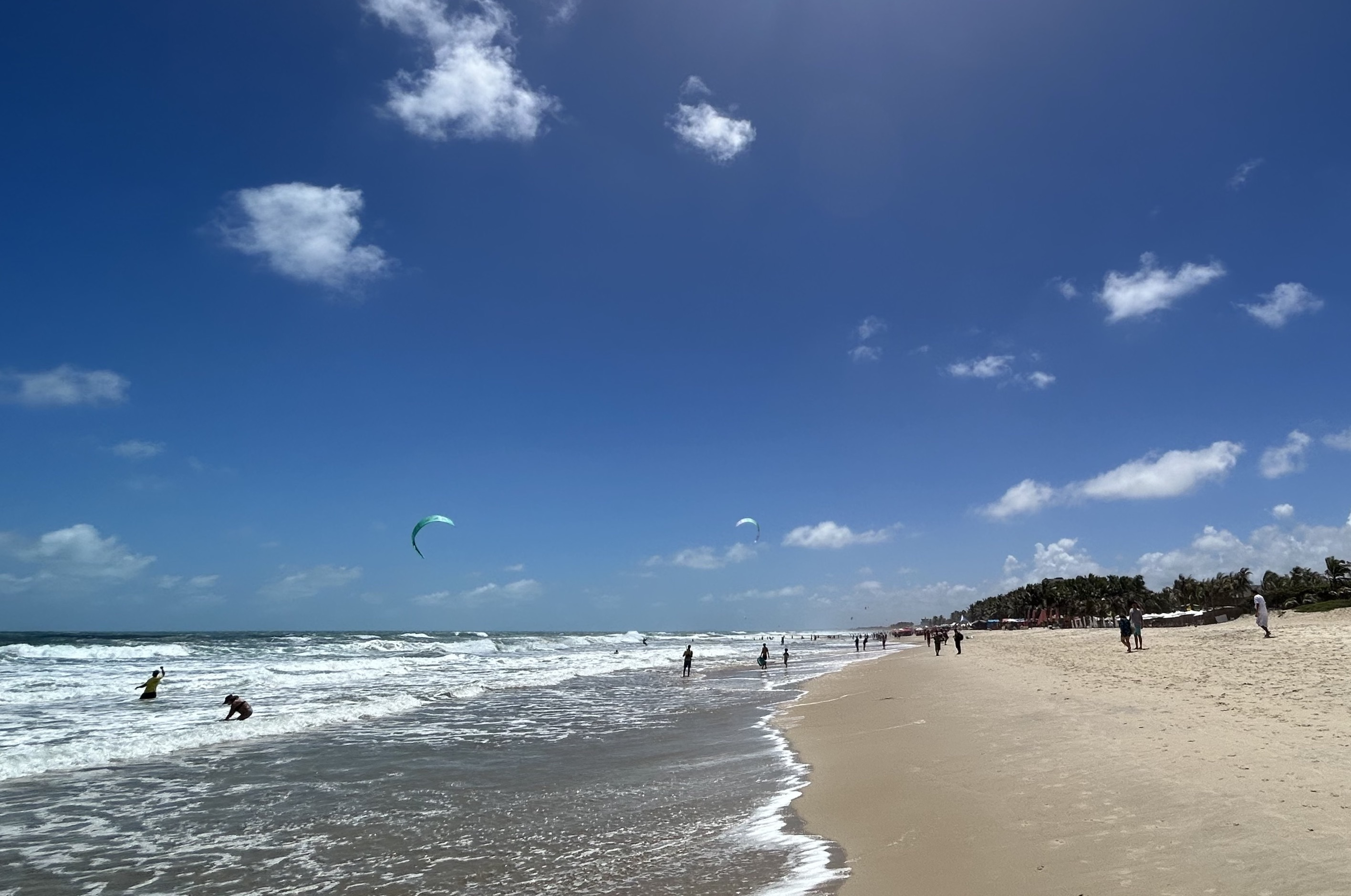
Praia do Futuro
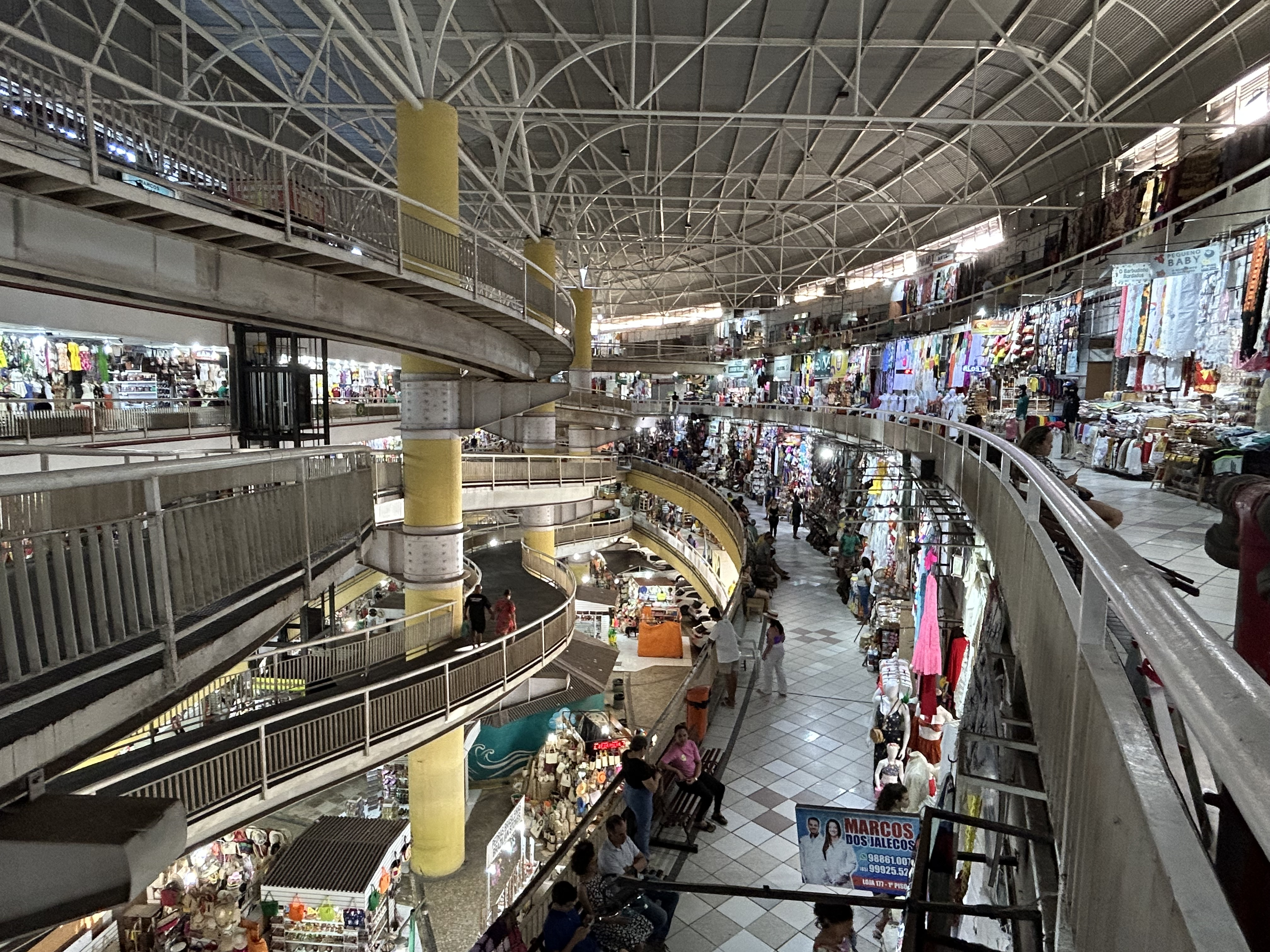
Mercado Central
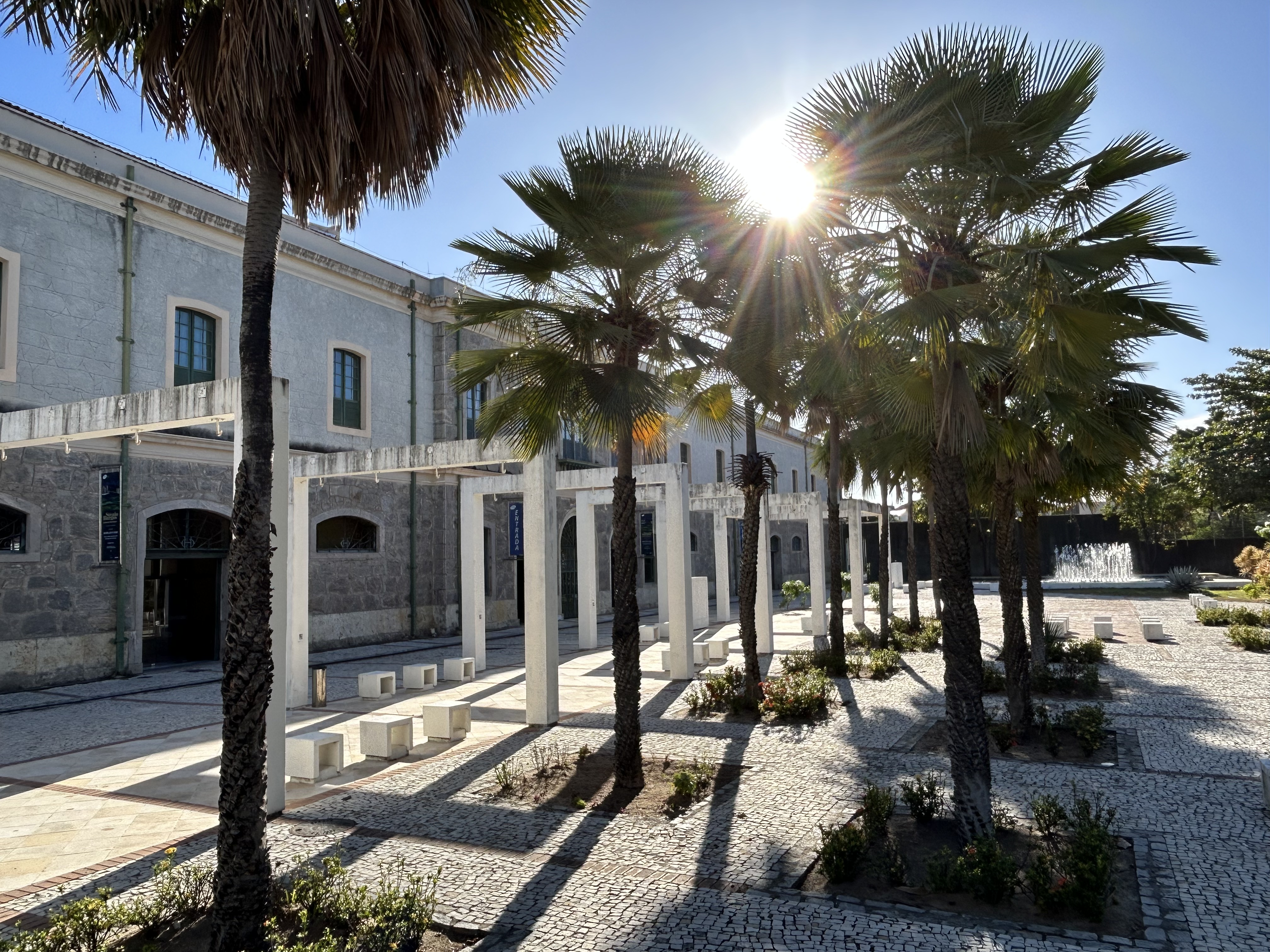
Museum Caixa Cultural Fortaleza

- Praia do Titanzinho
- Shopping Aldeota
- Shopping Del Paseo
- Shopping Iguatemi
- Teatro José de Alencar

- Praia de Iracema
- Praia do Futuro
- Mercado Central
- Museum Caixa Cultural Fortaleza

## Ereignisse
Am 9. Juli 1980 wurde der 10. nationale Eucharistische Kongress eröffnet, der von Papst Johannes Paul II. und 120.000 Menschen besucht wurde.
Im Juli 2005 wurden in Fortaleza die Deutsch-Brasilianischen Wirtschaftstage abgehalten.
Am 5. August 2005 fand in Fortaleza der größte Bankraub der brasilianischen Geschichte statt. Die Täter drangen durch einen selbst gegrabenen Tunnel in die dortige Filiale der Zentralbank ein und erbeuteten mehr als 150 Millionen Real (rund 55 Millionen Euro). Einige Täter wurden gefasst, der Drahtzieher jedoch noch nicht. Von umgerechnet über 50 Millionen Euro des Bankraubes fehlt bis heute jede Spur.

## Klimatabelle
|                       | Jan  | Feb  | Mär  | Apr  | Mai  | Jun  | Jul  | Aug  | Sep  | Okt  | Nov  | Dez  |   |      |
| Mittl. Tagesmax. (°C) | 30,5 | 30,1 | 29,7 | 29,7 | 29,1 | 29,6 | 29,5 | 29,1 | 29,2 | 30,5 | 30,7 | 30,7 | ⌀ | 29,9 |
| Mittl. Tagesmin. (°C) | 24,7 | 23,2 | 23,8 | 23,4 | 23,4 | 22,1 | 21,8 | 22,6 | 23,4 | 24,5 | 24,4 | 24,6 | ⌀ | 23,5 |
|                       |      |      |      |      |      |      |      |      |      |      |      |      |   |      |
| Niederschlag (mm)     | 130  | 216  | 339  | 348  | 226  | 160  | 91   | 31   | 23   | 16   | 13   | 50   | Σ | 1643 |
|                       |      |      |      |      |      |      |      |      |      |      |      |      |   |      |
| Sonnenstunden (h/d)   | 7,0  | 6,2  | 4,8  | 5,1  | 6,7  | 8,0  | 8,5  | 9,5  | 9,4  | 9,6  | 9,4  | 8,3  | ⌀ | 7,7  |
|                       |      |      |      |      |      |      |      |      |      |      |      |      |   |      |
| Regentage (d)         | 12   | 14   | 21   | 18   | 16   | 12   | 10   | 4    | 4    | 5    | 4    | 7    | Σ | 127  |
|                       |      |      |      |      |      |      |      |      |      |      |      |      |   |      |
| Luftfeuchtigkeit (%)  | 78   | 79   | 84   | 85   | 82   | 80   | 80   | 75   | 74   | 73   | 74   | 76   | ⌀ | 78,3 |

| 24,7 |

| 23,2 |

| 23,8 |

| 23,4 |

| 23,4 |

| 22,1 |

| 21,8 |

| 22,6 |

| 23,4 |

| 24,5 |

| 24,4 |

| 24,6 |

| 24,7 |

| 23,2 |

| 23,8 |

| 23,4 |

| 23,4 |

| 22,1 |

| 21,8 |

| 22,6 |

| 23,4 |

| 24,5 |

| 24,4 |

| 24,6 |

## Söhne und Töchter der Stadt
Zu sehr bekannten Personen, die in Fortaleza geboren wurden, zählen der Befreiungstheologe und Erzbischof von Olinda und Recife Hélder Câmara (1909–1999) und die Schriftstellerin Rachel de Queiroz (1910–2003).